# Michael Avenatti
Michael John Avenatti (* 16. února 1971 Sacramento) je americký právník a podnikatel. Vystupuje v televizním vysílání a jeho jméno se objevuje i v tisku. Jako právní komentátor zastupuje společnosti v řadě významných soudních sporů, včetně případů podaných proti Národní Fotbalové Lize. Zastupuje také některé obžalované celebrity, vysoce postavené manažery, a společnost Fortune 100.
Kromě toho je také profesionální automobilový závodník, účastnil se závodů American Le Mans Series ve Spojených státech amerických a Porsche Supercup Evropě.